# Distrito Municipal de Peace n.º 135
Peace n.º 135 es un distrito municipal canadiense situado en la provincia de Alberta.

## Superficie
Peace n.º 135 tiene una superficie de 847,22 km².

## Demografía
En 2021, tenía 1581 habitantes, una densidad poblacional de 1,9 hab./km², y 654 viviendas.